# Gustaf Philip Creutz
Gustaf Philip Creutz, född i maj 1731 på Anjala gård i dagens Finland, död 30 oktober 1785 i Stockholm, var en svensk greve, en av rikets herrar, riksråd, skald, diplomat, och kanslipresident.

## Allmänt
Gustaf Philip Creutz var son till majoren greve Carl Creutz på Malmgård i Finland och friherrinnan Barbro Helena Wrede av ätten Wrede af Elimä (faster till Fabian Casimir Wrede af Elimä). Han var sonsons son till Lorentz Creutz, känd från Skånska kriget. Fadern var en av Karl XII:s officerare, som råkade i rysk fångenskap vid Poltava och först efter fredsslutet fick återvända hem till sin gård i Finland.
Under tre år (1748–1751) studerade Gustav Philip Creutz vid kungliga akademien i Åbo, där han förvärvade en grundlig bildning särskilt i de klassiska språken, så att han ännu på gamla dagar kunde författa ett tal på grekiska. Efter avslutade studier flyttade Creutz år 1751 till Stockholm och inskrevs i ämbetsverken. Här lärde han känna den jämnårige Gustaf Fredrik Gyllenborg, och de två vännerna blev snart oskiljaktiga.
Efter det misslyckade revolutionsförsöket 1756 blev Gyllenborg av ständerna utsedd till uppvaktande kavaljer hos kronprins Gustav. Gyllenborg lyckades även få sin vän till hovet, och Creutz blev uppvaktande kavaljer hos den yngste av de tre prinsarna, Fredrik Adolf. Kungafamiljen hade dock efter den misslyckade kuppen blivit påtvingade de nya kavaljererna. Lovisa Ulrika utgöt sig i brev till sin moder i en förbittrad ton över att Olof von Dalin och andra högt förtjänta män blivit ersatta av Carl Fredrik Scheffer och "fyra unga slynglar utan seder, studier eller världsvana". En av dem tillhörde "den fördömda Gyllenborgska rasen", konstaterade drottningen vidare. Så småningom lyckades de två vännerna dock tillvinna sig den kungliga familjens bevågenhet.
Först var de den litterära sysselsättningen en förtrolig hemlighet mellan Creutz och Gyllenborg, men snart blev de kända inom i Tankebyggarorden kring Hedvig Charlotta Nordenflycht, där de inträdde 1753. Creutz översatte Fontenelle och skrev herdedikter, så kallade pastoraler. Han var influerad av den franska stilen och upplysningens idéer. Han slog igenom med dikten Sommarqväde 1756, men är mest känd för Atis och Camilla, 1761. Bland övriga verk märks versnovellen Daphne (1762) och satiren Lögnens försvar (1759). I Paris skrev han tillsammans med sin skyddsling Bengt Lidner en opera, Rustan och Mirza. Därefter lämnade han hovtjänsten för att bli diplomat, och övergav samtidigt den litterära banan.
Creutz var svensk minister i Madrid 1763–1766 och i Paris 1766–1783 med rang av ambassadör från och med 1772. Under sin tid som minister i Paris arbetade han i hemlighet i allians med kronprins Gustav bakom ryggen på mössregeringen med att vinna stöd för dennes planerade revolution.
I sin ambassadörsroll undertecknade han den 3 april 1783 tillsammans med Benjamin Franklin den svensk-amerikanska vänskaps- och handelstraktaten. Vid sin återkomst till Sverige 1783 blev han kansler för Uppsala universitet och rikets kanslipresident, det vill säga regeringschef. Som sådan förestod han regeringen under Gustav III:s italienska resa 1783–1784. Han räknades även som personlig vän till Gustav III och invaldes 1784 som ledamot nummer 225 av Kungliga Vetenskapsakademien.
Gustaf Philip Creutz är begravd i Sätuna gravkor i Björklinge kyrka. Han vilar i sarkofag nummer 24.

## Postum utmärkelse
Vid Svenska Akademiens högtidssammankomst den 20 december 2010 tillkännagavs att årets minnespenning, utförd av konstnären Peter Linde, tillägnades Gustaf Philip Creutz. Inskriften lyder Oculis spectavit amantis, på svenska Han såg med den förälskades ögon, med en minnesteckning av Horace Engdahl.

### Skrifter och urval
- Vitterhets arbeten af Creutz och Gyllenborg. Stockholm. 1795. Libris 2428162
- Vitterhets arbeten af Creutz och Gyllenborg. Andra uplagan. Stockholm: A. Wiborgs förlag. 1812. Libris 2428163
- Vitterhets-arbeten. Helsingfors: Sederholm. 1862. Libris 2732081
- Vittra skrifter. S.l.. 1913. Libris 2987445
- Dikter i urval. [Stockholm: Bonnier. 1909. Libris 2603997
- Dikter ; [red.: Thure Nyman]. Bokvännens julbok, 9916404593 ; 1950. Stockholm: Sällsk. Bokvännerna. 1950. Libris 1391094
- Lettres inédites à Gustave III : 1779-1780 / le comte de Creutz ; édition par Marianne Molander. Romanica Gothoburgensia, 0080-3863 ; 34. Göteborg: Acta Universitatis Gothoburgensis. 1987. Libris 8374026. ISBN 91-7346-188-1
- La Suède & les lumières : lettres de France d'un ambassadeur à son roi, 1771-1783 / Comte de Creutz. Correspondance établie, présentée et annotée par Marianne Molander Beyer. Paris: Michel de Maule. 2005. Libris 10129764. ISBN 2-87623-157-3
- [http ://litteraturbanken.se/#!forfattare/CreutzGP/titlar/DikterOchBrev/info/pdf Dikter och brev ; under redaktion av Horace Engdahl och Marianne Molander Beyer ; med brevöversättningar av Marianne Molander Beyer ; samt med inledning av Horace Engdahl]. Svenska klassiker / utgivna av Svenska akademien, 99-2090989-0. Stockholm: Svenska akademien i samverkan med Atlantis. 2010. Libris 14227089. http ://litteraturbanken.se/#!forfattare/CreutzGP/titlar/DikterOchBrev/info/pdf

### Medverkan
- Våra försök. Stockholm tryckt hos Lorentz Ludwig Grefing. Stockholm: Tryckt hos Lorentz Ludwig Grefing. 1753–1756. Libris 2435412
  -  Vol. I. 1753. Libris 2435413. http://litteraturbanken.se/#!/forfattare/Tankebyggarorden/titlar/VaraForsok1/info
  -  Vol. II. 1754. Libris 2435414. http://litteraturbanken.se/#!/forfattare/Tankebyggarorden/titlar/VaraForsok2/info
  -  Vol. III. 1756. Libris 2435415. http://litteraturbanken.se/#!/forfattare/Tankebyggarorden/titlar/VaraForsok3/info
- Witterhets arbeten, utgifne af et samhälle i Stockholm. Stockholm. 1759–1762. Libris 2428069
  -  1, 1759. Stockholm: Svenska vitterhetssamf. (SVS). 1990[1759]. Libris 930839. ISBN 91-7230-039-6 - Faks. av: 2. uppl. Stockholm: Kongl. tr., 1759.
  -  2, 1762. Stockholm: Svenska vitterhetssamf. (SVS). 1992[1762]. Libris 930840. ISBN 91-7230-045-0 - Faks. av: 2. uppl. Stockholm : Kongl. tr., 1762.
  -  3, 1762. Libris 2428072